# Io ero Sandokan
Io ero Sandokan è una canzone a tema  resistenziale, scritta nel 1974 per il film  C'eravamo tanto amati di Ettore Scola, con parole dello stesso regista e musica di Armando Trovajoli. Pur essendo stata creata in occasione di questa pellicola, viene talvolta scambiata per un vero canto partigiano.

## L'autore
La canzone è registrata alla SIAE come scritta da Scola e musicata dal maestro Trovajoli, ma nel libro Chiamiamo il babbo – Ettore Scola. Una storia di famiglia, pubblicato nel 2019, le figlie del regista, Paola e Silvia, raccontano un'altra genesi: il testo l'avrebbe scritto Paola, all'epoca adolescente, su richiesta del padre.

## Il titolo
Il titolo Io ero Sandokan riprende una strofa della canzone, quando l'immaginario protagonista parla dei nomi di battaglia da partigiani, imposti da esigenze di sicurezza, e si rivolge a un compagno di lotta: « Non sapevo qual era il tuo nome / neanche il mio potevo dir / il tuo nome di battaglia era Pinin / e io ero Sandokan. » 

## Nel film
Nel corso del film, la canzone si sente due volte: nelle scene iniziali in bianco e nero, mentre scorrono vere immagini della Liberazione e del dopoguerra; e nel sottofinale, durante la veglia davanti alla scuola, dove i coprotagonisti Antonio (Nino Manfredi) e Nicola (Stefano Satta Flores) si uniscono a due ragazzini con la chitarra che la stanno cantando.
Il solo tema musicale invece viene accennato in diversi momenti della storia.

## Il brano
A parte comparire nella colonna sonora della pellicola, il brano non risulta sia mai stato inciso, ma ha sviluppato una vita propria, godendo di una certa notorietà ancora decenni dopo, eseguito da vari gruppi. 

## Il testo
Marciavamo con l’anima in spalla nelle tenebre lassù
ma la lotta per la nostra libertà il cammino ci illuminerà.
Non sapevo qual era il tuo nome, neanche il mio potevo dir
il tuo nome di battaglia era Pinìn e io ero Sandokan.
Eravam tutti pronti a morire ma della morte noi mai parlavam,
parlavamo del futuro, se il destino ci allontana 
il ricordo di quei giorni sempre uniti ci terrà.
Mi ricordo che poi venne l’alba, e poi qualche cosa di colpo cambiò,
il domani era venuto e la notte era passata,
c’era il sole su nel cielo sorto nella libertà.